# 3選改憲
3選改憲（さんせん かいけん）は、大韓民国憲法の第6次改憲（1969年）の別称である。当時の大統領である朴正煕の三選を可能とするために行われた憲法改正であることから呼ばれるようになった。本稿では改正の経緯について解説していくことにする。

## 概要
1962年に時の軍事政権（国家再建最高会議）によって策定され、国民投票で承認された所謂「第3共和国憲法」では、大統領の任期は「4年」（第69条1項）で再選に関しては「1回に限って容認される」（第69条3項）、と規定していた。そのため1967年4月の大統領選挙で再選を果たした朴正煕大統領は、その任期が満了する1971年4月末には大統領の座から退くことが確実となっていた。しかし引き続き大統領の職を維持したい朴正煕は3選を可能にするため憲法の重任制限規定を改正することを模索し、野党新民党や在野知識人、学生のみならず、与党民主共和党（以下、共和党）内にも反対する声があったにも係わらず、それすらも押さえ込む形で憲法改正を行った。

## 経過

### 改憲論議の開始
1969年1月7日、尹致暎共和党議長代理が記者会見で「韓国の歴史始まって以来の偉人である朴正煕大統領に引き続き政権を担当させるためには改憲が必要」であると述べたことをきっかけに、3選改憲の論議が公の場で論じられるようになった。改憲の理由として政府与党は韓国は現在、北朝鮮の挑発に備えつつ、祖国近代化を達成しなければならない時期にあり、強力なリーダーシップを必要としている。（これらを勘案した場合）朴大統領をおいて他にいない、というものであった。こうした与党の動きに対し、朴大統領は1月10日の年頭記者会見で「特別な事情がない限り、任期中に改憲する考えはない。もし必要があるなら年末か来年初めに論議しても遅くはない」として控えめな対応を見せたが、これも世論の動向をにらみながら改憲へと世論を誘導していくための筋書に沿ったものであった。

### 4・8抗命事件
1969年当時の国会において、朴大統領与党である共和党は改憲発議に必要な3分の2を上回る議席を有してはいたが党内部でも3選改憲への賛否は分かれ、金鍾泌系（主流派）は大部分が反対、反金鍾泌系（反主流派）は賛成の立場にあったため、両者は激しく対立した。こうした中、1969年4月8日、野党新民党が提出した権五柄文部長官に対する解任案が、共和党内における親金鍾泌系議員の造反によって在籍議員数の過半数を1名上回って可決されたことで、金鍾泌派の実力が侮れないことであることを示した。後に「4・8抗命事件」と呼ばれたこの事態に激怒した朴大統領は、党規委員会に首謀者を特定して厳しく処罰する事を命じ、4月15日に楊淳稙を初めとする5名の金鍾泌系議員を除名処分とした。また7月12日に開かれた党規委員会で党中央委員11名、地区党副委員長4名を含めた96名が除名され、共和党内における批判勢力を一掃した。

### 新民党と在野の反応
与党の改憲論議に対して、最大野党新民は強く反発。金泳三院内総務は1月7日の記者会見で「新民党はいかなる形態の改憲にも反対する。改憲案が正式に国会に提出される場合、野党は一体となって最大限の阻止闘争を展開する」との声明を発表した上で、さらに「現行憲法は軍事政権当時、朴正熙大統領の手によって制定されたものであるにもかかわらず、政権延長のため自らこれを改正しようとすることは民主主義のルールに反する。長期政権維持のために改憲をしたことによって崩壊した李承晩政権の苦い経験を生かして、朴政権も李政権の前轍を踏まないようにすべきである」と警告した。また、兪鎮午総裁も1月17日の記者会見で「新民党は党の命運を賭けて大統領3選改憲阻止闘争を行う」と宣言し、対決姿勢を明らかにした。そして、党中央と各市道支部及び地区支部に改憲阻止闘争のための党内委員会を設置するとともに、党外の宗教家や学者、学生、知識人などを糾合した国民的な超党派機構を構成することを目指した。
また、院外でも学生や知識人を中心に3選改憲反対の運動がわき起こり、学生達の改憲反対のデモが6月以降相次いだ。6月27日から7月3日までの六日余りでデモに参加した学生はソウル市内だけでも12大学延べ3万3千名余り（警察発表）に達した。6月5日には新民党と政治浄化法による政治活動規制措置を解除された人々や、在野の人々が中心となって「3選改憲反対汎国民闘争委員会」が結成され、院内と院外の双方で3選改憲反対闘争を展開することとなった。こうした中、6月20日には金泳三院内総務が数名の怪漢に襲われて負傷するなど、事件が相次ぎ政局は緊迫の度合いを強めていった。

### 改憲案の発議
4・8抗命事件によって、改憲を巡る党内対立が最高潮に達した共和党内部において、金鍾泌派と反金鍾泌派の間で妥協が成立。この結果、改憲案の国会発議が可能となり、前年の国民福祉研究会事件に抗議する形で政界を引退していた金鍾泌前共和党議長は1969年4月に政界復帰し、3選改憲推進に乗り出した。そして、ついに朴大統領は、7月25日に3選改憲に関する最終決定、所謂「7.25談話」を下した。朴大統領の最終決定を受けて、共和党は7月29日に議員総会を開き、翌30日に改憲発議決議案を満場一致で採択した。
7・25談話の主な内容
- 既に各方面で議論されている改憲問題を通じて、私と現政府に対する国民の信任を問う。
- 改憲案が国民投票で支持された場合には、それは私と現政府に対する国民の信任と見なす。
- 改憲案が国民投票で否決された場合には、私と現政府は野党が主張している通り、国民から信任を受けていないと考え、ただちに退陣する。
- このため、与党が速やかに改憲案を提案することを望む。

改憲案骨子
- 国会議員定数の増員（150人以上200人以下を150人以上250人以下とする）
- 国会議員の閣僚兼職を容認。
- 従来30人以上の賛成としていた大統領弾劾発議要件を50人以上の賛成に引き上げる（弾劾発議要件の厳格化）。
- 大統領の任期について、継続在任は3期に限る（3選を許容）。

### 強行採決
改憲案は国会議員122名の署名を得て国会に提出されたが、この中に野党新民党議員3名が含まれていたことと、与党共和党議員2名が署名を拒否したことが後に明らかになった。自党から与党の改憲案に賛成した造反者を出したことに対して新民党は、党が解党した場合は党所属議員が議員職を失う憲法規定（第38条）を利用して改憲案に賛成署名した3名の議員を処分（議員職の剥奪）するため、3名の議員を除く新民党議員全員が新民党を離党して、党を解散（9月7日）した（この間、新民党所属議員は、院内交渉団体として登録した「新民会」に所属した）。その後、新民会所属議員は改めて新民党を結成し、改憲反対の強い意志を示した。しかし与党は、採決阻止のため、新民党議員が国会本会議場に籠城を続けていた最中の9月14日午前2時、国会の第3別館に与党議員が密かに集まって、改憲発議案をわずか2分間で強行可決した（賛成122名、反対0名）。

### 国民投票、改憲案の成立
改憲案が国会で可決されたことを受けて、政府は改憲案を国民投票に付託した。変則的な採決は無効であるとの、野党や学生の激しい反発にもかかわらず、10月17日に行われた国民投票では、投票した有権者中65.1%の賛成で改憲案は承認された。こうして朴正煕大統領の3選への道が開かれることとなった。
国民投票結果（1969年10月17日投票）
投票率：77.1%（投票者数：11,604,038名）
|             |             | 票数       | （賛反票÷小計） | （賛反票÷合計） |
| ----------- | ----------- | ---------- | --------------- | --------------- |
| 有効票      | 賛成票(A)   | 7,553,655  | 67.5%           | 65.1%           |
| 有効票      | 反対票(B)   | 3,636,369  | 32.5%           | 31.3%           |
| 有効票      | 小計(A+B)   | 11,190,024 |                 |                 |
| 無効票(C)   | 無効票(C)   | 414,014    |                 | 3.6%            |
| 合計(A+B+C) | 合計(A+B+C) | 11,604,038 |                 |                 |

出典：韓国中央選挙管理委員会：歴代選挙情報管理システムより